# زارچوئیه (گلزار)
زارچوئیه (راین)، روستایی از توابع بخش راین شهرستان کرمان در استان کرمان ایران است.

## جمعیت
این روستا در دهستان گلزار قرار دارد و براساس سرشماری مرکز آمار ایران در سال ۱۳۸۵، جمعیت آن ۱۹۶ نفر (۳۶خانوار) بوده‌است.